# Protocole Hossbach

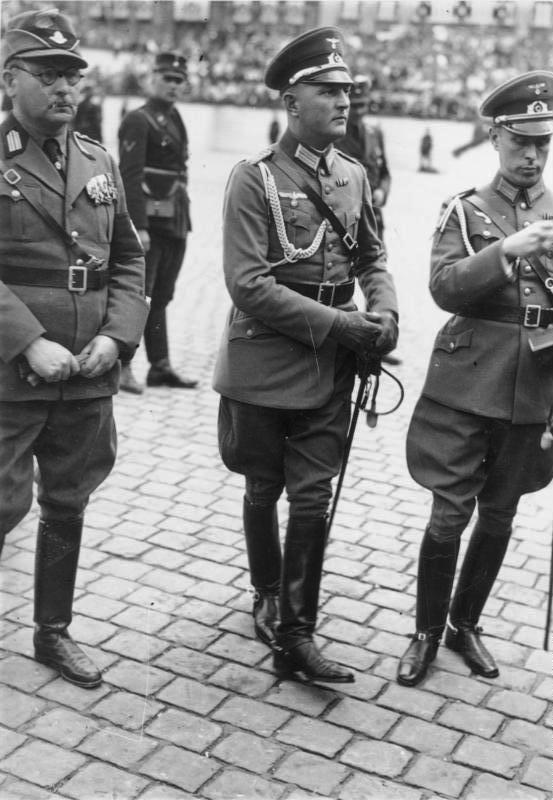
Le major Friedrich Hoßbach (au milieu) en 1934.

La note Hossbach, qu'on appelle également mais de façon erronée le protocole Hossbach, est une note officieuse, rédigée par le lieutenant-colonel Friedrich Hoßbach d'après le procès-verbal d'une réunion secrète qui s’est tenue le 5 novembre 1937 à Berlin, pendant laquelle Adolf Hitler informa les participants qu'il projetait de commencer une éventuelle guerre. Dans cette perspective, Hitler exposa les étapes essentielles du projet d’agrandissement de l'« espace vital » à l'Est. Au cours du procès de Nuremberg, la note Hossbach fut insérée dans l'acte d'accusation pour prouver le crime de « complot » commis par les dignitaires nazis qui étaient en cours de jugement.

## Participants
C'est à la chancellerie du Reich que Hitler réunit le 5 novembre 1937 les participants à la réunion, qui dura de 16 h 15 à 20 h 30 :
- Konstantin von Neurath, ministre des Affaires étrangères ;
- le Generalfeldmarschall Werner von Blomberg, ministre de la Guerre et commandant en chef[2] de la Wehrmacht (ensemble des forces armées) ;
- le Generaloberst Werner von Fritsch, commandant en chef[2] de la Heer (armée de terre) ;
- le Generaloberst Hermann Göring, commandant en chef de la Luftwaffe (armée de l’air) ;
- le Generaladmiral Erich Raeder, commandant en chef de la Kriegsmarine (marine de guerre).

Fut également présent l'aide de camp de Hitler pour la Wehrmacht, le lieutenant-colonel Friedrich Hoßbach.

## Débat
Hitler avait convoqué les plus hauts dirigeants de l'armée et de la politique étrangère pour une conférence en vue de se pencher sur les problèmes de l'économie de guerre, surtout l'approvisionnement en acier, qui était insuffisant. Ce fut l'occasion pour Raeder de demander immédiatement de mettre davantage d'acier à la disposition de la marine pour la construction navale. La conférence devait, en présence d'Hermann Göring, responsable du plan quadriennal, arriver à un consensus viable sur la répartition des matières premières. Cependant, Hitler abandonna rapidement ce sujet et, pendant plusieurs heures, fit aux participants un exposé de ses objectifs en termes de politique étrangère ; une discussion animée s’ensuivit et c'est seulement après que le sujet de la répartition de l'acier fut à nouveau abordé.
Pour Hitler, l'autarcie de son pays n'est plus possible. La politique nataliste a porté ses fruits, la population augmente, mais l'utilisation d'engrais artificiels a détérioré en partie le sol. La participation au commerce mondial n’est pas dans les objectifs du Führer. Le manque de réserves du régime rend la crise alimentaire inévitable. Il faut donc s'emparer de « territoires utilisables pour l’agriculture », et il n'est pas question de soumettre des populations pour le moment.
Hitler pense que toute tentative d’expansion lèvera l’opposition d’une force internationale plus ou moins importante. Il échafaude alors trois hypothèses, mettant en scène les deux « ennemis implacables de l’Allemagne », la Grande-Bretagne et la France :
- le conflit devrait avoir lieu entre 1943 et 1945, lorsque la modernisation de l’industrie allemande aura été accomplie. De même, le vieillissement des dirigeants du Reich, y compris Hitler lui-même, ne laisse pas d'autre choix, au plus tard, que cette période pour mener un conflit ;
- les conflits sociaux en France devraient nécessiter l'intervention de l’armée, ce qui sera alors un moment opportun pour l'Allemagne ;
- la guerre d'Espagne devrait évoluer vers un conflit entraînant le Royaume-Uni, la France et l’Italie en 1938. Là encore, l’Allemagne pourrait agir à partir de cette période.

Néanmoins, quoi qu'il arrive, il faut tout d'abord s'emparer de l’Autriche et de tout ou partie de la Tchécoslovaquie, pour éviter une menace sur le flanc sud-est lors d'un conflit à l'ouest. Notamment, Hitler suppose, avec justesse, que la Grande-Bretagne laissera l'Allemagne s'emparer de la Tchécoslovaquie, en raison des difficultés internes à son empire, et que la France suivra.
Neurath, Blomberg et Fritsch s'opposent à cette vision exposée par Hitler : celui-ci songe alors à réorganiser le gouvernement du Reich.

## Conséquences
La première conséquence importante de cette réunion fut le déclenchement de l'affaire Blomberg-Fritsch, deux affaires judiciaires (très probablement montées de toutes pièces) qui permirent à Hitler d'écarter Blomberg et Fritsch de leurs postes respectifs et de remplacer le ministère de la Guerre par une structure non gouvernementale, appelée l'Oberkommando der Wehrmacht (le haut commandement des forces armées). Wilhelm Keitel fut placé à la tête de cette dernière en tant que chef de cet état-major, sans commandement direct sur les trois autres composantes des forces armées (terre, air, mer), ce qui permit à Hitler de garder seul le contrôle de l’ensemble des forces armées (la Wehrmacht). Simultanément Walther von Brauchitsch fut nommé à la tête de l'armée de terre (la Heer) en remplacement de Fritsch.
L'autre conséquence fut la démission de Neurath puisque la politique définie par Hitler « signifiait l’effondrement de la politique étrangère que [il avait], jusqu'alors, poursuivie avec persévérance». Il fut remplacé par Joachim von Ribbentrop.

## Dans la fiction
- Le film L'Étau de Munich de Christian Schwochow (Munich: The Edge of War), diffusé début 2022 sur Netflix, raconte la tentative d'un diplomate allemand de faire passer la note Hossbach au Royaume-Uni, à l'occasion de la négociation des accords de Munich de 1938. Il s'agit d'une adaptation du roman Munich de Robert Harris, paru en 2017.